# Rosi Campos
Rosângela Martins Campos (født 30. marts 1954 i Bragança Paulista, Brasilien) er en brasiliansk skuespiller.